# Evelyn Nicol
Evelyn Carmon Nicol (* 2. Juni 1930 in Little Rock, Kentucky, Vereinigte Staaten; † 27. Mai 2020 in Weston, Connecticut, Vereinigte Staaten) war eine US-amerikanische Immunologin und Mikrobiologin. Sie isolierte als erste das Varizella-Zoster-Virus mithilfe von Amnionzellen in einer Gewebekultur und war eine der wenigen Afroamerikanerinnen, die ein Patent in der Molekularbiologie für ein neues Verfahren zur Herstellung von Urokinase erhielt.

## Leben und Werk
Nicol war das achte von elf Kindern des Lehrers Daniel Eugene Carmon und Margarite Wilson Carmon. Da es in der örtlichen Schule nur eine jahrgangsübergreifende Grundschule gab, unterrichtete ihr Vater seine Kinder durch zusätzlichen Unterricht zu Hause. Sie kombinierte die High School mit Jobs als Hausangestellte, um ihre Familie zu unterstützen. Nach dem High-School-Abschluss erhielt sie ein Stipendium für das Studium der Hauswirtschaft an der Tuskegee University. 1949 zog sie nach Alabama und studierte dort aber Mathematik und Chemie. Zeitgleich zu ihrem Studium arbeitete sie in zwei Jobs, um ihr Studium zu finanzieren. 1953 schloss sie ihr Studium mit dem besten Notendurchschnitt ihres Jahrgangs ab.
Sie heiratete 1962 Christian Nicol, einen Elektroingenieur aus Sierra Leone, mit dem sie drei Kinder bekam und von dem sie sich 1984 scheiden ließ.

## Forschung

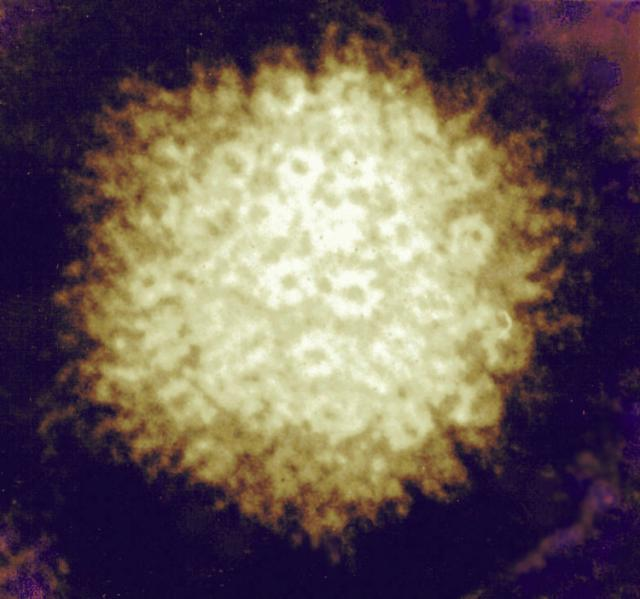
Elektronenmikroskopie des Herpes-simplex-Virus

Von 1953 bis 1955 arbeitete Nicol als Forschungsassistentin für das Salk Polio Project der Carver Research Foundation. Unter der Leitung von Russell W. Brown arbeitete sie an der Entwicklung des ersten Polio-Impfstoffs mit der Erprobung des Impfstoffs an HeLa-Zellen. Sie wechselte dann an das Cleveland City Hospital, wo sie mit Frederick C. Robbins und John F. Enders zusammenarbeitete, die als Väter der modernen Impfstoffe gelten. Dort gelang es Nicol als erster Wissenschaftlerin, das Varizella-Zoster-Virus, das Windpocken und Gürtelrose verursacht, mithilfe von Amnionzellen in Gewebekulturen zu isolieren.
Daraufhin kontaktierte die Rand Development Corporation sie und bot ihr die Mitarbeit an ihren Immunologie-Entwicklungsprojekten an. Der Schwerpunkt ihrer Forschung bei der Rand Development Corporation lag auf der Isolierung des Leukämie-Erregers. Mehrere Jahre lang forschte sie dort neben anderen Aufgaben am University of Kansas Medical Center und am Michael Reese Hospital in Chicago.
1962 begann sie als Forschungsassistentin bei den Abbott Laboratories zu arbeiten. Dort wurde sie von Kollegen diskriminiert, die ihre Arbeit sabotierten und sich die Ergebnisse selbst zuschrieben. Ihre Methode, ihre Ideen zu schützen, bestand darin, ihre Labornotizbücher am Ende des Arbeitstages mit nach Hause zu nehmen. Sie bedeckte sogar die Glasscheiben in ihrem Labor mit Zeitungspapier. 1976 meldete sie eine neue Technik zur Steigerung der Produktion von Urokinase zum Patent an und war eine der wenigen Afroamerikanerinnen, die damals ein Patent in Molekularbiologie erhielten. Während ihrer Zeit bei Abbott entwickelte sie auch einen Tests zum Nachweis von Toxoplasmose bei Schwangeren und einen sensitiveren Interferontest.
1985 wurde sie von Baxter Pharmaceuticals angeworben, wo sie eine leitende Position erhielt. Später leitete sie die Abteilung für Retrovirologie innerhalb der Hepatitis-Forschungs- und Entwicklungsgruppe Pandex. Dort produzierte man Testkits zum Nachweis von durch Blut übertragbaren Krankheiten wie HIV und dem humanen T-Zell-lymphotropen Virus. Sie arbeitete in verschiedenen Abteilungen von Abbott, darunter in der Pharmakologie, Pathologie und der Abteilung für Infektionskrankheiten. Während ihrer Tätigkeit dort wurde Pandex von ihrem ehemaligen Arbeitgeber Abbott Laboratories aufgekauft. Obwohl ihr eine Weiterbeschäftigung angeboten wurde, weigerte sie sich an ein Unternehmen zurückzukehren, das seine Mitarbeiter diskriminierte, und beschloss 1990, in den Ruhestand zu gehen.
Im Mai 2020 wurde sie nach einem Schlaganfall ins Krankenhaus eingeliefert. Dort erkrankte sie an COVID-19 und starb wenige Tage später, sechs Tage vor ihrem 90. Geburtstag.